# John Martin Poyer

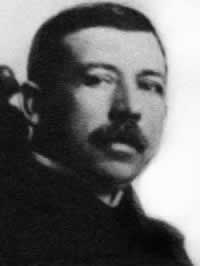
John Martin Poyer

John Martin Poyer (* 13. September 1861 im Putnam County, Illinois; † 12. Mai 1922 in Washington, D.C.) war ein US-amerikanischer Marineoffizier. Zwischen 1915 und 1919 war er Militärgouverneur von Amerikanisch-Samoa.

## Werdegang
John Poyer besuchte ab 1879 die United States Naval Academy in Annapolis (Maryland). In den folgenden Jahren diente er als Offizier auf verschiedenen Schiffen und Marinestützpunkten in der United States Navy. Im Jahr 1906 schied er aus gesundheitlichen Gründen aus der Marine aus.
1915 wurde er reaktiviert. Zwischen dem 1. März 1915 und dem 10. Juni 1919 war er als Nachfolger von Charles Armijo Woodruff Gouverneur von Amerikanisch-Samoa. 1918 machte er sich einen Namen, als er während der weltweiten Grippewelle dieses Jahres die gesamte Insel unter Quarantäne stellte, um die Einschleppung der Krankheit zu verhindern. Das Resultat war, dass niemand in Amerikanisch-Samoa an der Grippe starb. Dafür wurde er mit dem Navy Cross ausgezeichnet. Poyers Amtszeit als Gouverneur ist die bisher längste in diesem Außengebiet.
Nach dem Ende seiner Zeit als Gouverneur schied er im Rang eines Commanders endgültig aus der Marine aus. Poyer verbrachte seinen Lebensabend in der Bundeshauptstadt Washington, wo er am 12. Mai 1922 verstarb. Er wurde auf dem Nationalfriedhof Arlington in Virginia beigesetzt.